# Alcyoniidae
Alcyoniidae Lamouroux, 1812 è una famiglia di octocoralli dell'ordine Alcyonacea.

## Descrizione
La famiglia comprende ottocoralli coloniali, con colonie di forma arborescente o lobulata, in cui i polipi sono immersi in un robusto cenenchima di consistenza simile al cuoio. Esistono due tipi di polipi, presenti in differenti proporzioni nei diversi generi: autozooidi, dotati di un lungo tronco che emerge dal cenenchima e termina con otto sottili tentacoli, e sifonozooidi, che appaiono come piccole cavità o protuberanze appena accennate sulla superficie del cenenchima e che hanno il compito di pompare acqua.

## Distribuzione e habitat
La famiglia ha una distribuzione cosmopolita. È diffusa dal piano infralitorale a quello batiale.

## Tassonomia
Comprende i seguenti generi:
- Alcyonium Linnaeus, 1758
- Aldersladum Benayahu & McFadden, 2011
- Anthomastus Verrill, 1878
- Bathyalcyon Versluys, 1906
- Bellonella Gray, 1862
- Ceratocaulon Jungersen, 1892
- Cladiella Gray, 1869
- Complexum van Ofwegen, Aurelle & Sartoretto, 2014
- Discophyton McFadden & Hochberg, 2003
- Elbeenus Alderslade, 2002
- Eleutherobia Puetter, 1900
- Hedera Conti-Jerpe & Freshwater, 2017
- Heteropolypus Tixier-Durivault, 1964
- Inflatocalyx Verseveldt & Bayer, 1988
- Klyxum Alderslade, 2000
- Lanthanocephalus Williams & Starmer, 2000
- Lobophytum Marenzeller, 1886
- Lohowia Alderslade, 2003
- Malacacanthus Thomson, 1910
- Minabea Utinomi, 1957
- Notodysiferus Alderslade, 2003
- Paraminabea Williams & Alderslade, 1999
- Protodendron Thomson & Dean, 1931
- Pseudoanthomastus Tixier-Durivault & d'Hondt, 1974
- Rhytisma Alderslade, 2000
- Sarcophyton Lesson, 1834
- Sinularia May, 1898
- Skamnarium Alderslade, 2000
- Sphaeralcyon Lopez-Gonzalez & Gili, 2005
- Sphaerasclera McFadden & van Ofwegen, 2013
- Thrombophyton McFadden & Hochberg, 2003
- Verseveldtia Williams, 1990

### Alcune specie

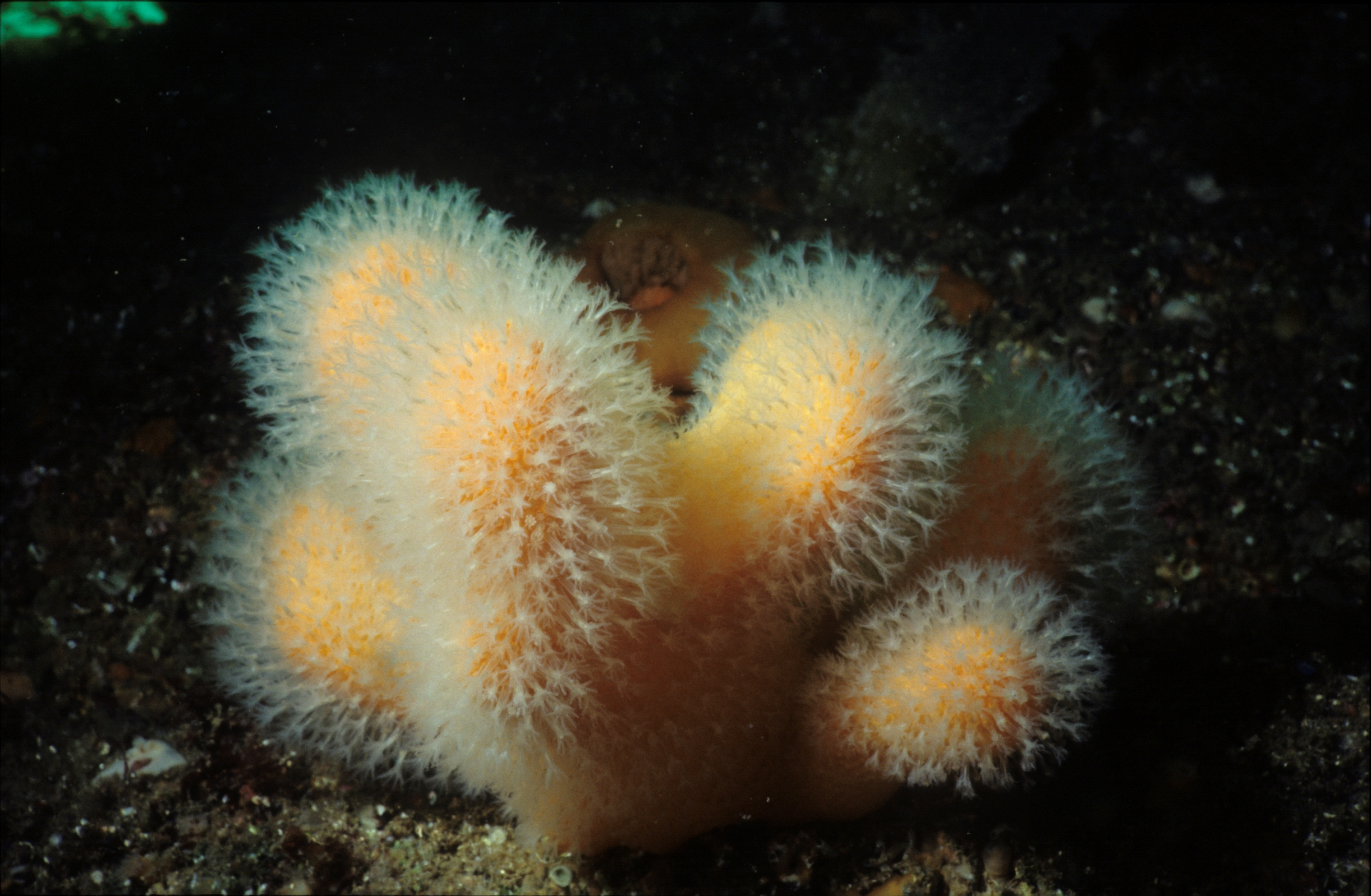
Alcyonium digitatum
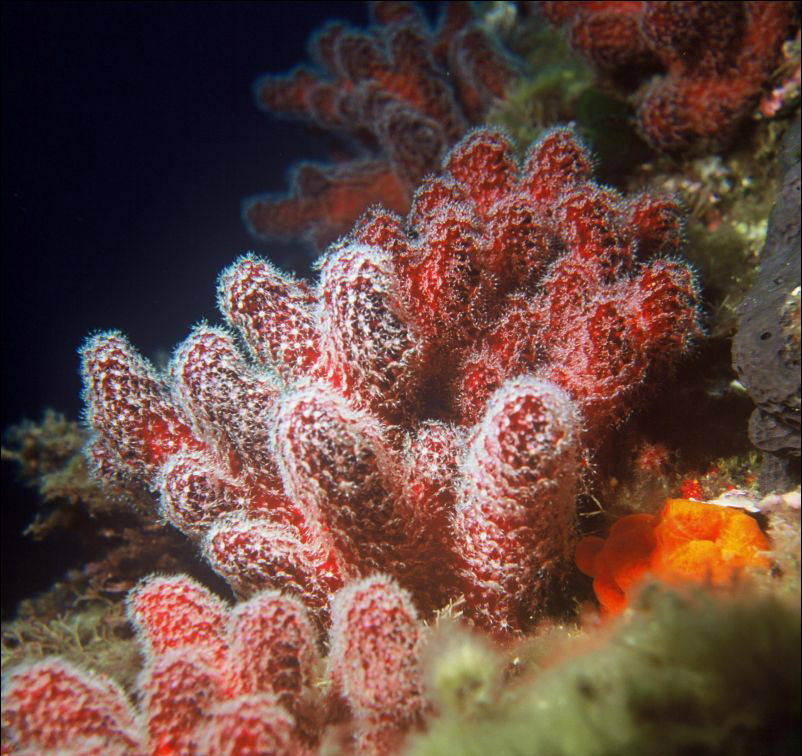
Alcyonium palmatum
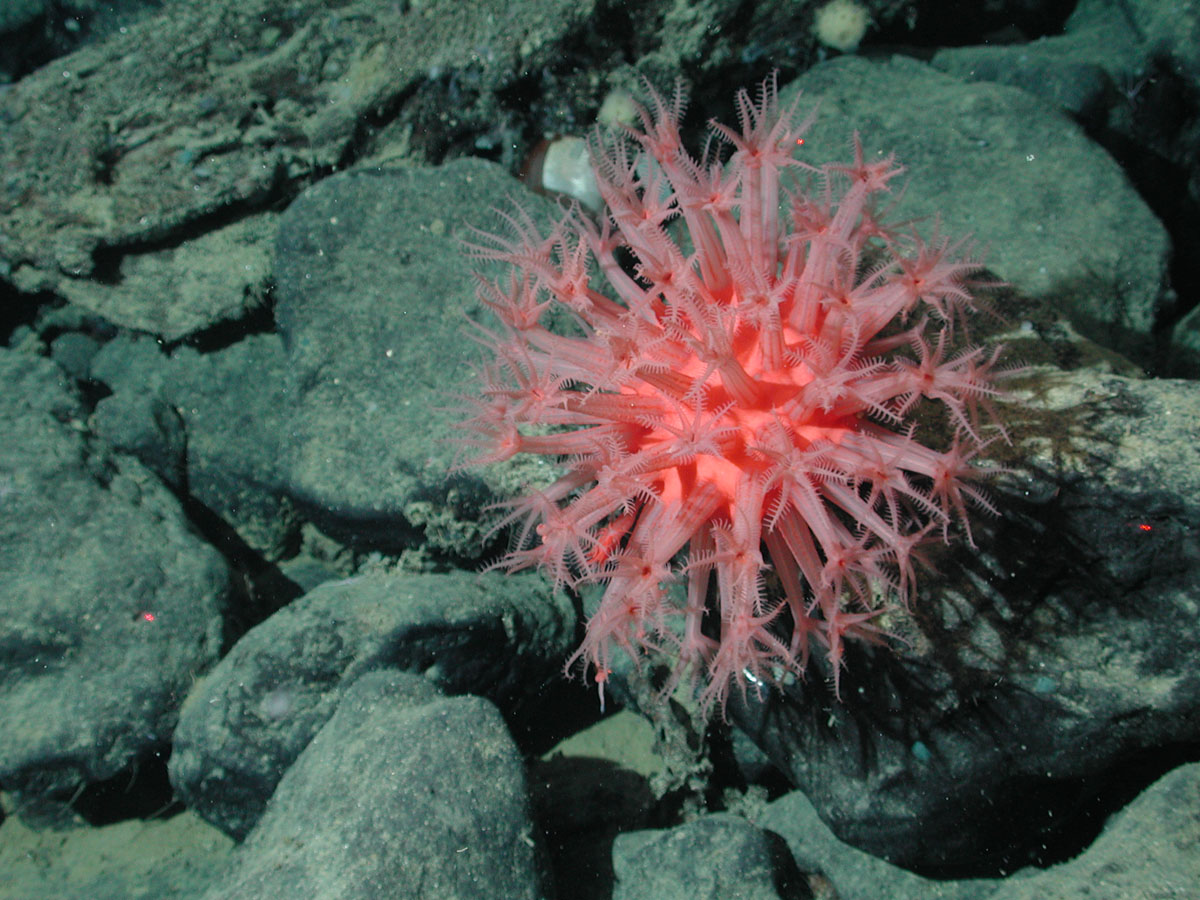
Anthomastus ritteri
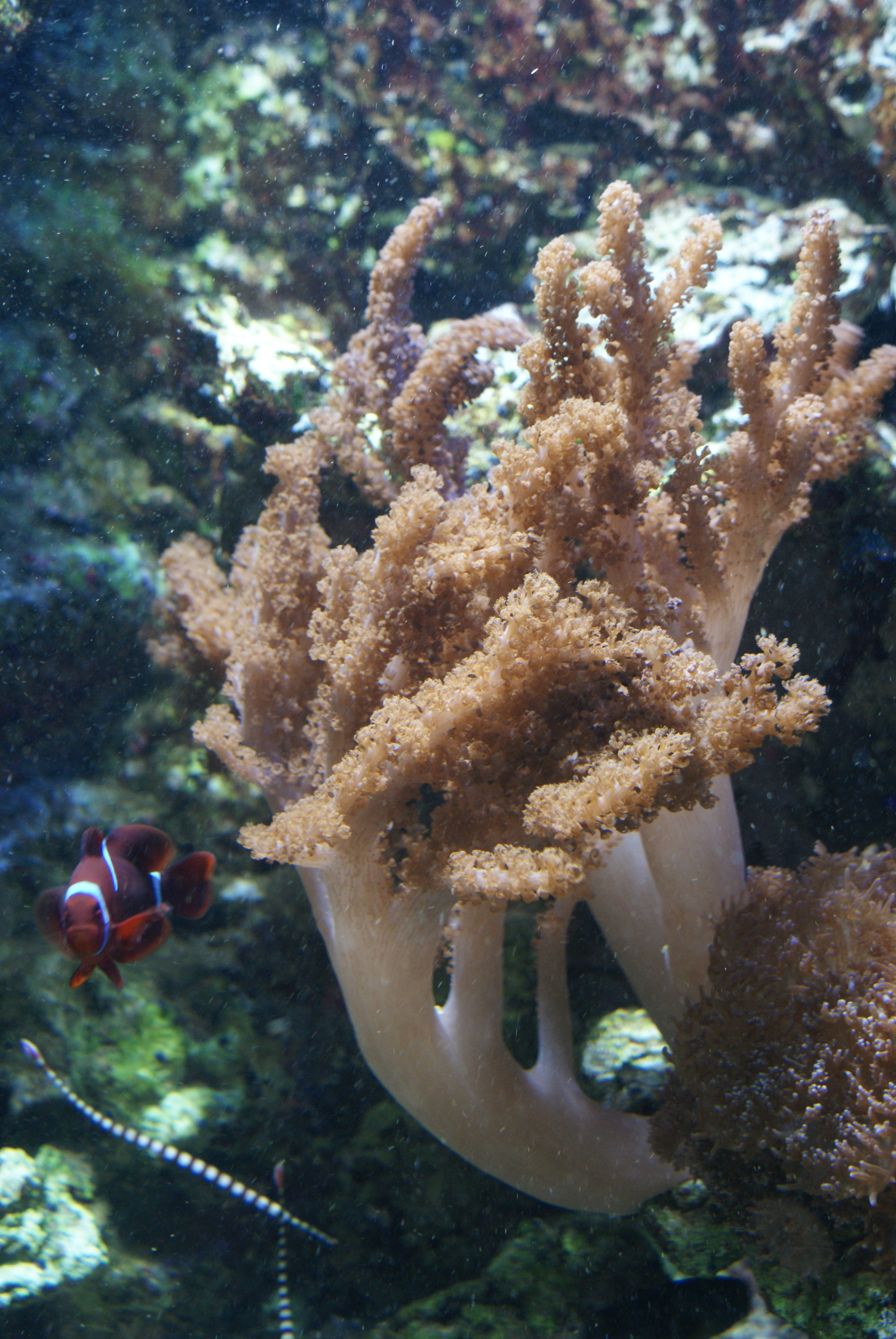
Cladiella colti
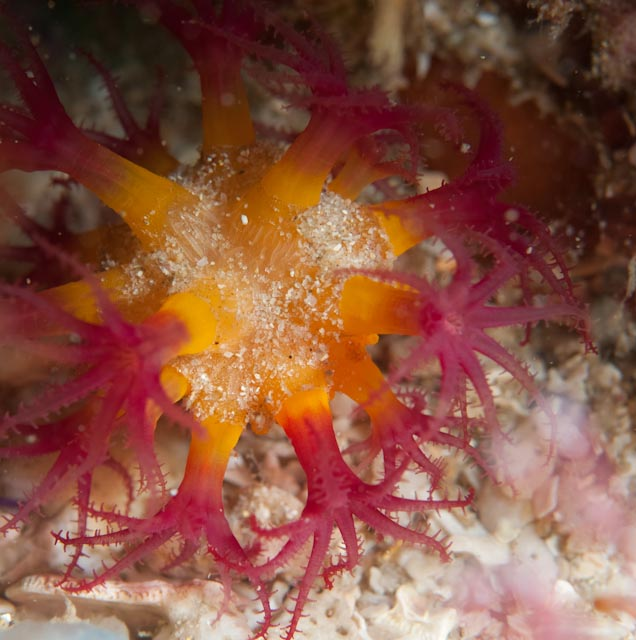
Eleutherobia variabile
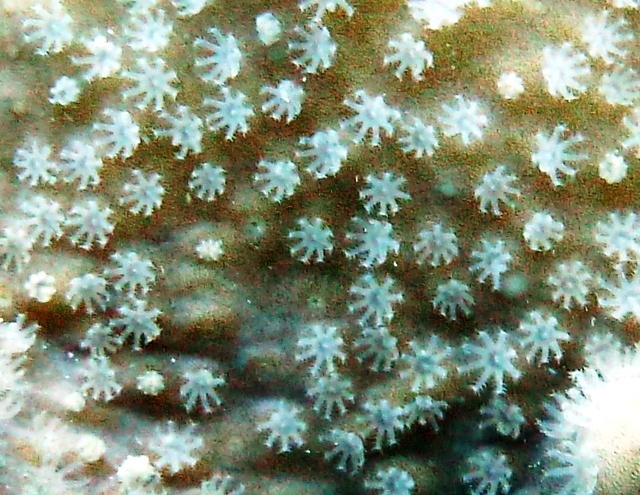
Lobophytum pauciflorum
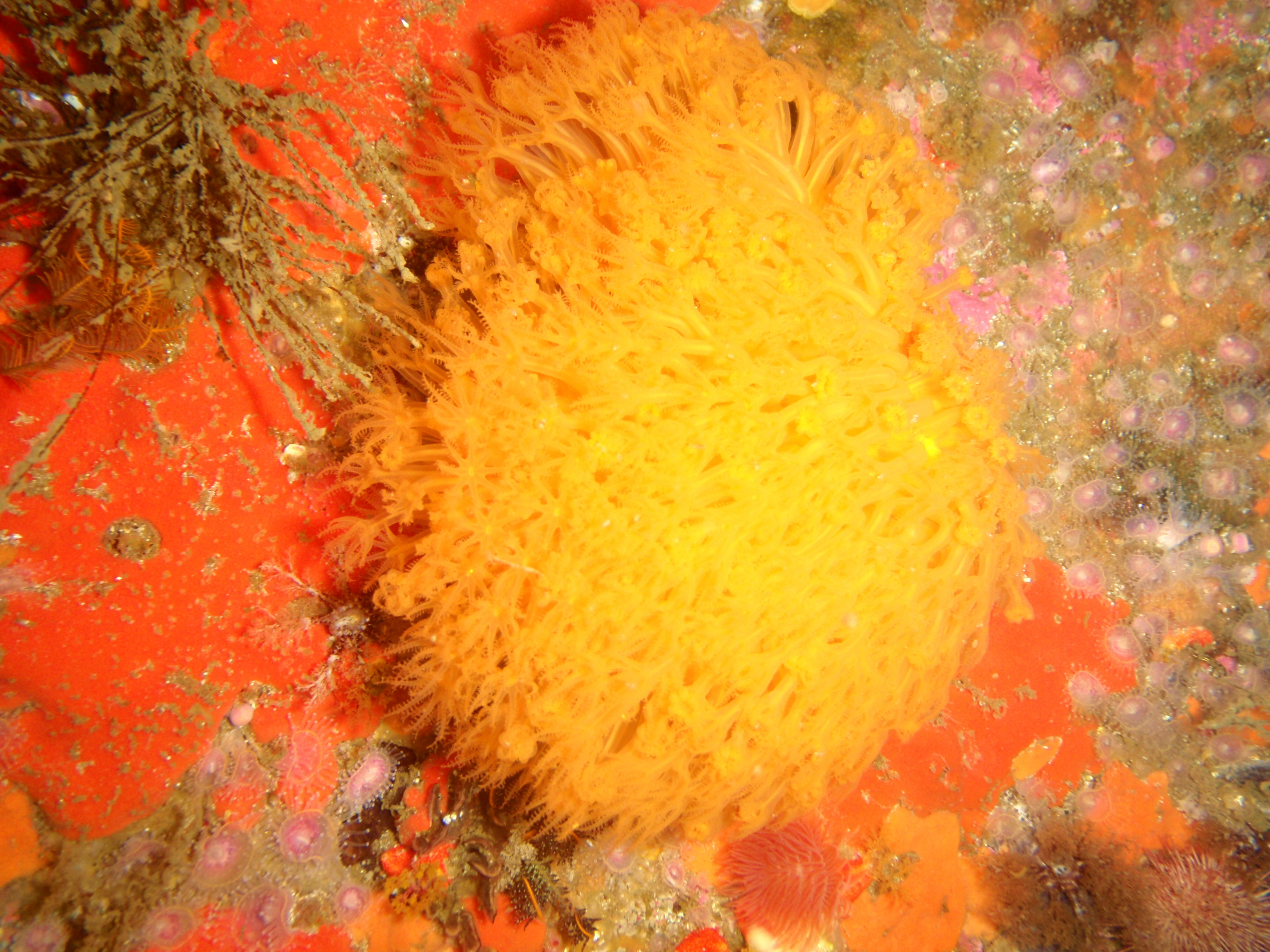
Malacacanthus capensis
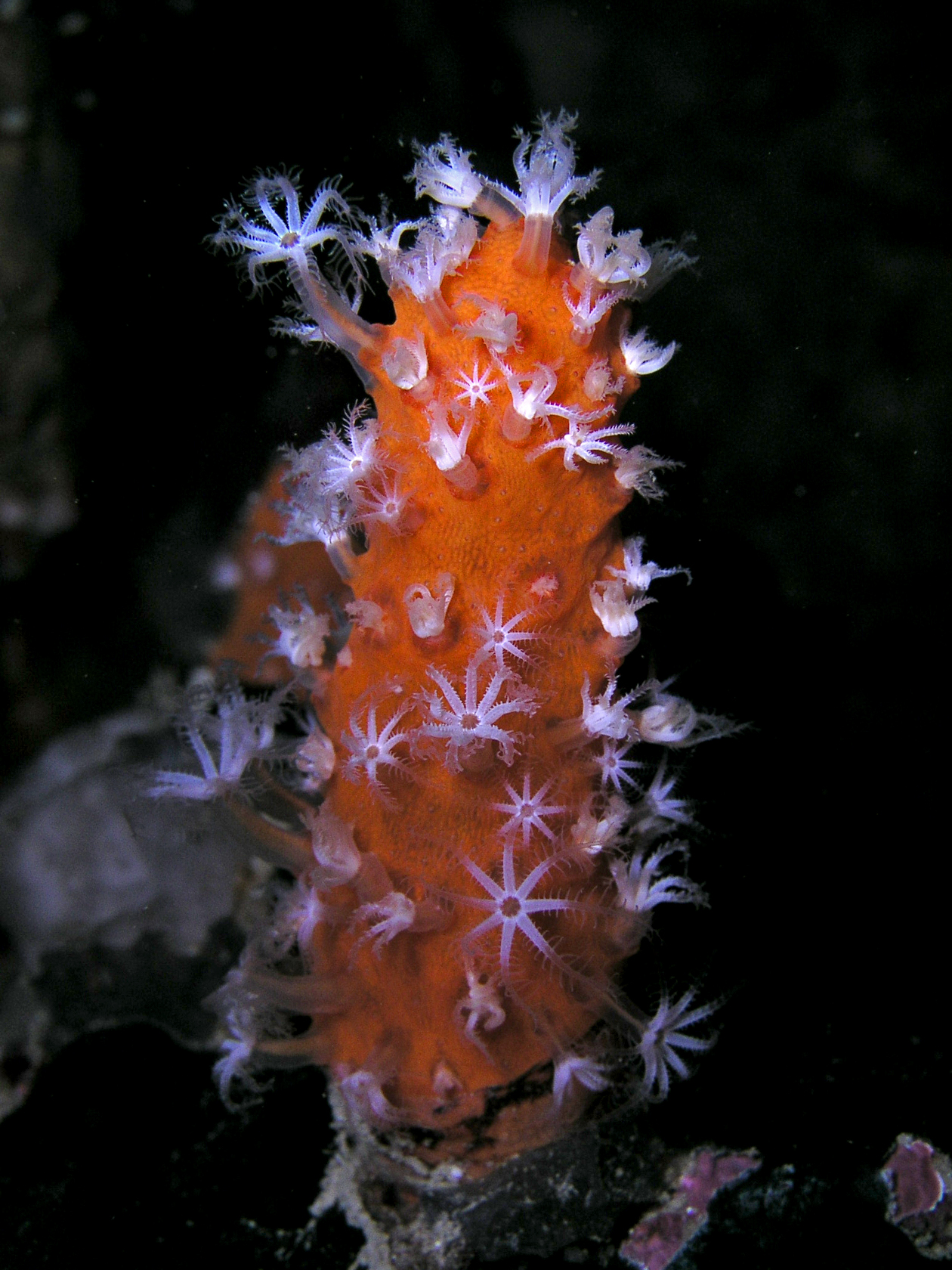
Minabea aldersladei
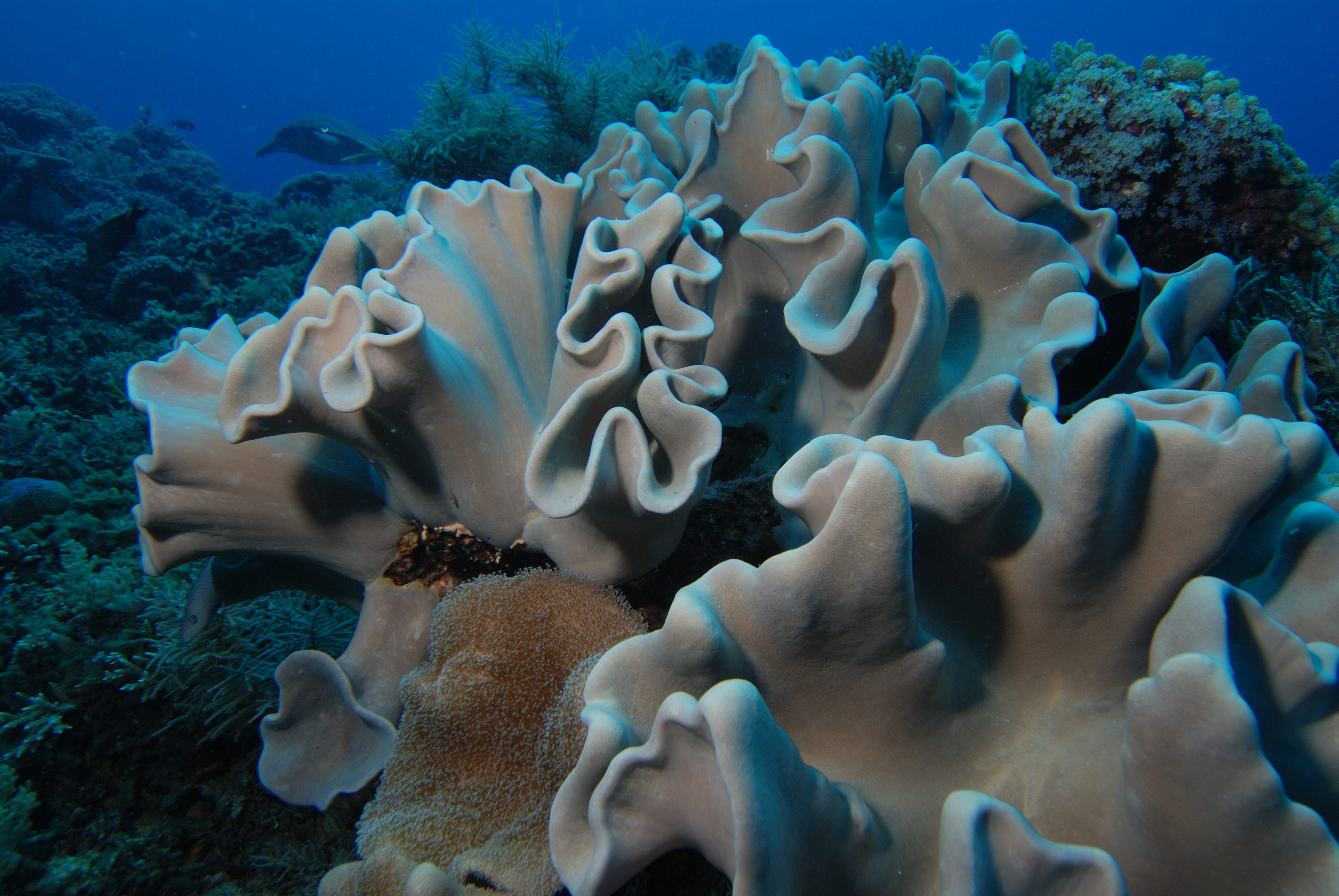
Sarcophyton trocheliophorum
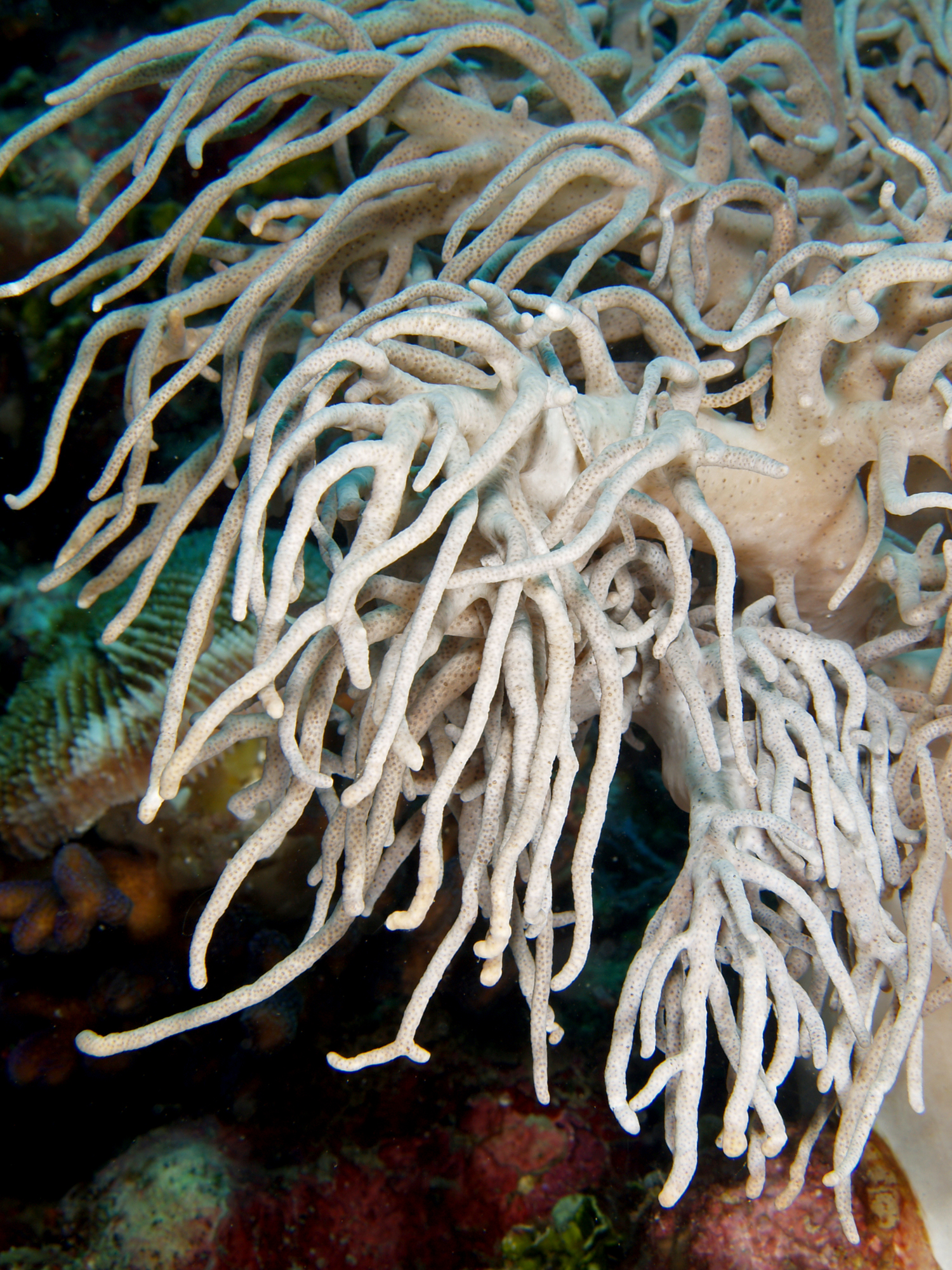
Sinularia flexibilis